# Voor outer en heerd
Het lied Voor Outer en Heerd werd in het interbellum geschreven door de Kempische dichter Jozef Simons (1888-1948) en getoonzet door Armand Preud'homme (1904-1986). Het lied herdenkt de Boerenkrijg (1798) en wordt veelvuldig op cantussen gezongen als studentenlied. 

## Achtergrond
De leuze Voor outer en heerd ! (betekenis: 'Voor altaar en haard', oftewel "voor Kerk en gezin") gaat terug op het Latijnse Pro aris et focis, dat in 1789 werd gebruikt door een Brussels klerikaal genootschap. Pro aris et focis steunde de Brabantse Omwenteling omdat het de kerkhervormingen van keizer Jozef II als een bedreiging zag voor haar privileges en de invloed van de rooms-katholieke Kerk op de samenleving in de Oostenrijkse Nederlanden. In 1798 drukte het, het verzet van de 'gewone' Zuid-Nederlanders tegen antiklerikalisme, verdrukking van de Kerk en invasies van het eigen land, uit. 
Simons en Preud'homme plaatsten met het lied Voor outer en heerd, gecomponeerd in het interbellum, die leuze in de Vlaamse Beweging, die het sindsdien heeft omarmd. Tijdens de Tweede Wereldoorlog werd het lied als strijdhymne gebruikt door de Sturmbrigade Langemarck (1943-'45), een eenheid van de Waffen-SS bestaande uit Vlaamse vrijwilligers die aan de zijde van nazi-Duitsland meevocht aan het Oostfront. Hierdoor kleefden er lange tijd negatieve connotaties aan het lied.

## Melodie
Voor Outer en Heerd

## Tekst
Geen roekeloze wagers:
Stil volk dat zich beraadt,
Al eer het zijn belagers
Manhaft te lijve gaat.
Zij wisten wat zij wilden
Toen zij tot stout verweer
De piek of zeis optilden,
Of grepen naar 't geweer
Refrein (2 ×):
Voor vrijheid en recht; ongeknecht,
Onverveerd voor outer en heerd.
Zij steunden op Oranjes:
De Nederlanden één!
En juichten toen Brittanniës
Beloofde vloot verscheen.
Kloekmoedig in de gouwen
Van Diets Zuid-Nederland.
Zijn allen sterk en trouwe.
Gesprongen in de brand
Refrein
Rollier, Corbeels, Van Gansen,
Bevochten onverveerd,
Met wisselende kansen,
Den vijand van hun heerd.
Zij kampten koen als leeuwen,
En werden z'overmand,
Hun namen staan voor eeuwen,
In 't hart van 't volk gebrand.
Refrein